# Abri d'Hettange
 (novembre 2024).
L'abri d'Hettange, ou abri d'Hettange-Grande, est une fortification faisant partie de la ligne Maginot, située à proximité immédiate du village de Sœtrich, sur la commune d'Hettange-Grande.
Il faisait partie du sous-secteur d'Hettange-Grande du secteur fortifié de Thionville.

## Description
Il s'agit d'un abri CORF (du nom de la Commission d'organisation des régions fortifiées), du type abri de surface (l'autre modèle étant l'abri-caverne). Cet abri d'intervalle pour deux sections et un PC de quartier a été construit sur deux niveaux. Sa défense était assurée par deux cloches GFM, créneaux FM de façade et tubes lance-grenades pour la défense du fossé.
La production électrique était assurée par deux générateurs à moteur Baudouin bi-cylindre.
Il a pour particularité remarquable d'avoir été prévu pour être relié à l'observatoire du même nom, situé à environ 300 mètres, par le biais d'une galerie souterraine, qui ne sera finalement jamais réalisée. Toutefois, du côté de l'abri, la porte d'accès blindée tout comme le créneau de défense intérieure pour fusil mitrailleur, étaient posés en 1940, mais débouchent sur une simple amorce de galerie, longue d'environ 10 mètres. Côté observatoire, le puits de descente et l'escalier ont été réalisés, tout comme une amorce de galerie.

## État actuel
L'abri, resté longtemps ouvert après son abandon, a connu rapidement pillages et vandalismes. Son gros œuvre reste toutefois sain et ses cuirassements sont toujours en place.
Il est normalement fermé de nos jours et n'est pas ouvert au public.